# Vórtice de Kaufmann (Scully)
El vórtice de Kaufmann, también conocido como el modelo de Scully, es un modelo matemático para un vórtice que tiene en cuenta la viscosidad.  Utiliza un perfil de velocidad algebraico.

## Etimología
El modelo fue sugerido por Scully y Sullivan en 1972 en el Massachusetts Institute of Technology, y anteriormente por W. Kaufmann en 1962.

## Simbología
| Símbolo                          | Nombre                           | Unidad |
| -------------------------------- | -------------------------------- | ------ |
| {\displaystyle V_{\Theta }\ (r)} | Velocidad de remolino (inducida) | m / s  |
| {\displaystyle \Gamma }          | Circulación                      | m2 / s |
| {\displaystyle r}                | Distancia                        | m      |
| {\displaystyle r_{c}}            | Radio del centro de vórtice      | m      |

## Descripción
El vórtice de Kaufmann (Modelo Scully) para la velocidad en la dirección Θ es:
{\displaystyle V_{\Theta }\ (r)={\frac {\Gamma }{2\pi }}{\Bigl (}{\frac {r}{r_{c}^{2}+r^{2}}}{\Bigr )}}